# 아실라

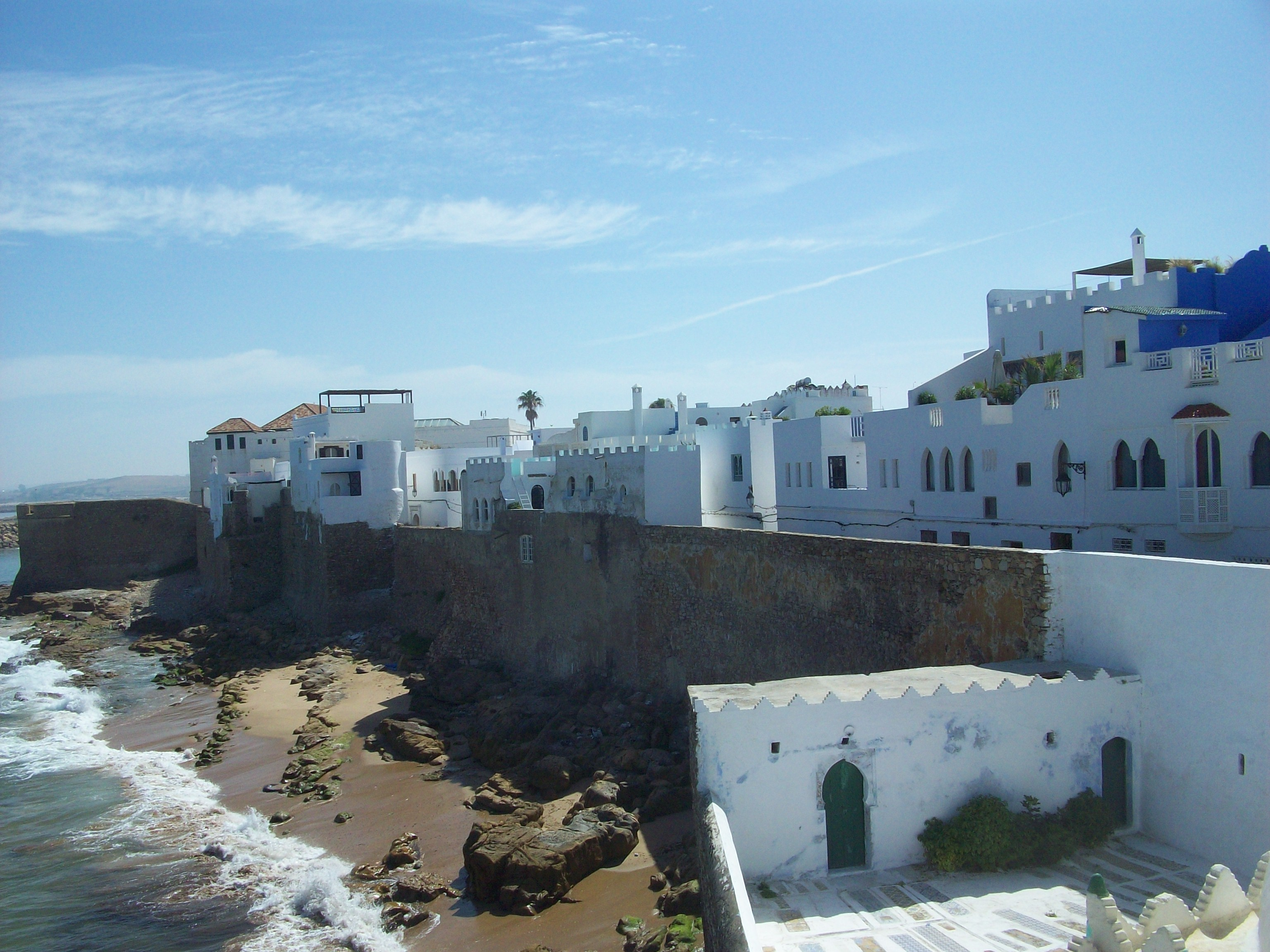

아실라(아랍어: أصيلة, Asilah)는 모로코 북서부 연안에 위치한 도시로, 행정 구역상으로는 탕헤르테투안 지방에 속하며 대서양과 접한다. 탕헤르에서 31km 정도 떨어진 곳에 위치한다.
기원전 1500년부터 사람이 살기 시작했고 페니키아인들의 무역 거점 가운데 하나로 여겨졌다. 15세기 때 포르투갈에 정복되었고 1692년 물라이 이스마일을 중심으로 한 모로코 세력의 지배를 받게 된다. 19세기와 20세기에 들어서면서 해적들의 기지로 이용되었으며 1912년부터 1956년까지 스페인령 모로코의 일부가 되었다. 모로코가 독립한 이후 1978년부터 복원 사업이 진행되었다.